# Karl August Koberstein
Karl August Koberstein (né le 10 janvier 1797 à Rügenwalde en Poméranie-Occidentale et mort le 8 mars 1870 à Kösen) est un historien littéraire prussien.

## Biographie
Karl August Koberstein est né au Markt 56 à Rügenwalde. Il étudie aux collèges de cadets de Stolp et de Potsdam et, depuis 1812, au lycée Frédéric-Guillaume de Berlin, y étudie la philologie à l'université depuis 1816 et reçoit en 1820 un poste auxiliaire à l'école d'État de Pforta, où il travaille - en tant que professeur. depuis 1824 - jusqu'à sa mort. Friedrich Nietzsche, entre autres, y est son élève.
Il commence sa carrière littéraire avec le traité Über das wahrscheinliche Alter und die Bedeutung des Gedichts vom Wartburgkrieg (Naumbourg, 1823), suivi de plusieurs programmes sur le poète autrichien Peter Suchenwirt (de) (1828-1852, trois parties).
Ses activités d'enseignement aboutissent à sa Laut- und Flexionslehre der mittelhochdeutschen und neuhochdeutschen Sprache (Halle 1862).
Son ouvrage principal, le Grundriß der Geschichte der deutschen Nationalliteratur, est conçu dans la première édition (Leipzig 1827) uniquement comme un guide pour les cours de lycée. Dans la quatrième édition (1847-1866), il devient un manuel complet de l'histoire de la littérature nationale allemande, qui témoigne de l'évolution littéraire de la nation allemande dans toutes les directions et témoigne à la fois d'une érudition extraordinaire et d'un sérieux et d'une rigueur particulière dans la recherche. La 5e édition est publiée après la mort de Koberstein par Karl Bartsch (Leipzig 1872-1875, cinq volumes), qui édite également la 6e édition (1884 et suiv.).
Koberstein est rédacteur en chef de l'anthologie Heinrich von Kleist. Briefe an seine Schwester (Berlin 1860). Il est également rédacteur en chef du troisième volume de l'ouvrage de Johann Wilhelm Löbell, Entwickelung der deutschen Poesie (Brunswick, 1865).
August Koberstein, l'un des savants les plus importants de son époque, reçoit en 1857 un doctorat honorifique de la Faculté de philosophie de l'Université de Breslau. En 1870, il est accepté comme membre honoraire de la Société des sciences de Göttingen.
Koberstein s'engage dans le camp conservateur en 1848 et est président de l'Association constitutionnelle de Naumbourg. En tant que président de la conférence, il dirige l'assemblée populaire de Kösen (de) en juillet 1848 et est le centre des pâturages d'oiseaux de Kösen (de).

## Famille
Le fils de Koberstein, Karl Ferdinand Koberstein (de) (né le 15 février 1836 à Schulpforta et mort en 1899), est membre du théâtre de la cour de Dresde de 1862 à 1883. Il est l'auteur des tragédies Florian Geyer (Dresde 1863) et König Erich XIV (1869) ainsi que de la comédie Was Gott zusammenfügt, das soll der Mensch nicht scheiden (1872). Karl Koberstein était marié à Bertha Lessing (1844-1914), fille du peintre d'histoire Karl Friedrich Lessing (1808-1880). L'un des fils, Hans Koberstein (1864-1945), formé auprès de son oncle, le sculpteur, artisan et peintre Otto Lessing (1846-1912) à Berlin, devient peintre et graphiste.
La fille de Koberstein, Caroline Koberstein, est la mère du médecin thermal Georg Groddeck.

## Œuvres (sélection)
- Ueber das wahrscheinliche Alter und die Bedeutung des Gedichtes vom Wartburger Kriege, Naumbourg, 1823 (online).
- Grundriß der Geschichte der deutschen National-Litteratur, 1re édition: Leipzig, 1827, 6e édition: 1884, PDF (4. Auflage 1847).
- Vermischte Aufsätze zur Litteraturgeschichte und Aesthetik, Leipzig, 1858 (online).
- Laut- und Flexionslehre der mittelhochdeutschen und der  neuhochdeutschen Sprache in ihren Grundzügen. Zum Gebrauch auf Gymnasien. 1re édition: Pforte, 1862, 2e édition: Halle, 1867 (online).
- Heinrich von Kleist – Briefe an seine Schwester Ulrike, Berlin, 1860 (online).